# Frontera entre Libia y Túnez
La frontera entre Libia y Túnez es la línea fronteriza en sentido norte-sur que separa el sudeste de Túnez del noroeste de Libia en la África Septentrional. Tiene 459 km de longitud según un tratado del 19 de mayo de 1910. Empieza al norte en el litoral del Mar Mediterráneo, sigue hacia el sur, después al suroeste hasta el trifinio Libia-Túnez-Argelia, cerca de la ciudad de Gadamés (Libia). Separa los distritos libios de An Nuqat al Khams, Nalut y Ghat de ocho provincias tunecinas (desde Nabeul al norte hasta Tataouine, al extremo sur.
El paso fronterizo de Ras Ajdir es el punto principal de esta frontera. Situada al sudeste de Túnez, se encuentra a 580 kilómetros de la ciudad de Túnez, a 25 kilómetros de la ciudad tunecina de Ben Gardane y 169 kilómetros de Trípoli.
Después de un conflicto llevado a la Corte Internacional de Justicia en 1977, la frontera fue abierta en 1987, lo que permitió una explosión de migraciones e intercambios comerciales a partir de esta fecha, pero también dio lugar a un aumento del contrabando y la inmigración ilegal. En 2011, debido al levantamiento en Libia, la situación en la frontera se volvió crítica a los ojos de las organizaciones internacionales, un número significativo de libios, pero también de egipcios y tunecinos que vivían en Libia, tratando de huir del país y se aglomeraron en la región.

## Historia

### Trazado progresivo de la frontera
A ambos lados de la frontera se extiende la llanura costera de Djeffara, que a menudo ha sido un eje de circulación, de intercambio y de invasiones desde la antigüedad hasta la era contemporánea.  Los pueblos que vivían alrededor de la llanura circulaban con relativa libertad en la Edad Media, del lado libio estaban los grupos tribales tripolitanos (los uezán, mahamidas, muails, etc) y del lado tunecino los grupos que forman parte de la gran confederación tribal de los Ouergema.  Los contactos entre las dos tribus son intensas y, a veces en conflicto, en particular por el control de rutas y puntos de agua, a veces pacíficas, basada en el trueque y las alianzas matrimoniales. La frontera, más marcada étnica que topográficamente, es volátil, producto de las victorias o derrotas militares al azar en cada territorio. De todas maneras, los gobiernos ven esta región como una zona tampón, lo que explica que no  haya ningún tratado o mapa que permita especificar el trazado de la frontera.
A partir de 1560, Túnez y Tripolitania formaron dos estados separados después de haber dependido del mismo gobierno desde la conquista musulmana del Magreb; de la época otomana en los dos países, la frontera comienza a diseñarse entre la Tripolitania libia y la Djeffara tunecina, con conflictos ocasionales en el trazado. La separación entre Túnez y Libia se hizo efectiva en 1710. En 1881, a comienzos del protectorado francés de Túnez se dejó una zona neutral entre Libia y Túnez para evitar el contacto y el conflicto entre los turcos y los franceses. Pero, a cambio, esta zona se convirtió en un lugar violento, porque era un refugio para los criminales.

### Convención de Trípoli
Más tarde, después de haber encontrado un modus vivendi en 1900, las potencias coloniales - Francia por Túnez y el Imperio otomano por Libia - firmaron  la convención de Trípoli, también conocido como tratado tunecino-turco o tratado franco-turco, el 19 de mayo de 1910, definiendo así definitivamente el trazado y marcado de la frontera entre Túnez y Libia. La convención completó un acuerdo en 1888 confirmando la adhesión de los oasis de Gadamés y Ghat en Libia.
Sin embargo, los turcos, que tenían problemas para aceptar el protectorado francés de Túnez, veían que el texto de la Convención proporcionaba una comisión turco-tunecina formada con funcionarios franceses y el cadí de Tataouine como delegados del bei de Túnez. Esta comisión se encargaba de materializar en la práctica sus conclusiones, que no tenían que ser ratificadas. Pero esto creaba una ambigüedad diplomática en la medida que había incertidumbre en torno al hecho de que no se sabía si la línea trazada separaba las tierras del Imperio otomano y las de Túnez, como declara formalmente la convención, o marcaba la frontera entre las posesiones otomanas y el dominio francés de la región.
Esta es la razón por la cual Argelia, colonia francesa y que no formaba parte del acuerdo, se ve afectada por el intercambio de tierras con Túnez. Pero la situación volvió finalmente a la primera interpretación del texto con la invasión de Libia por parte de Italia en 1911.
El texto en si define la frontera desde Ras Ejder, en el Mediterráneo hasta Garet El Hamel, que se encuentra a trece kilómetros al sur de Gadames. Al sur, la frontera pasa a la misma distancia de las pistas de Djeneine y de Nabout en Gadamés. Se posaron 233 hitos, pero esta operación fue delicada:

En primer lloc, vam acceptar la direcció de la frontera ... A continuació, vam fixar aquesta frontera sobre el terreny, intentant fer-la passar per punts fàcilment recognoscibles on es va aixecar els bornes. De vegades es produïen discussions; així que vàrem anar a dinar o vam fer un pont i vam tornar a començar l'endemà. Cap dificultat ha sobreviscut a tres dies de pont.

### Aproximación solidaria y migración clandestina
La separación física de los territorios entre Túnez y Libia contribuyó paradójicamente al acercamiento de los dos pueblos que se unieron en su lucha contra sus colonizadores respectivos, Francia en Túnez e Italia en Libia. El intercambio tradicional sufrió, en particular el trueque, pero se desarrolló la economía monetaria y el trazado de fronteras. Hassen Boubakri muestra que las tribus nómadas fronterizas (o âarch),  touazine ouedernas y jlidett del lado de Túnez y nouayel del lado de Libia, forjaron una «red de alianzas y relaciones humanas y económicas activas»  mucho menos marcadas por el conflicto. De hecho, algunos grupos resistentes y rebeldes en un lado de la frontera a menudo encontraban refugio entre los habitantes del otro lado. Así algunas acciones de resistencia contra el protectorado francés de Túnez vinieron de Libia. Por ejemplo, los tunecinos Habib Thameur y Taieb Slim, perseguidos, llegaron a marchar clandestinamente desde Túnez, con la intención de visitar Libia, pero finalmente fueron detenidos en el paso fronterizo de Ben Gardane. Por otro lado, decenas de miles de libios habían huido a Túnez, donde eran totalmente integrados, protegidos por los tunecinos sin integrar o simplemente coexistiendo con ellos.
Ali Abaab estima en 70.000 el número de establecidos en Túnez entre 1911 y 1952 y en 52.000 el número de los que volvieron a casa más tarde, alentados por la independencia de Libia el 1952, el descubrimiento de petróleo en 1958 y la revolución de 1969. Solo quedaban 1.700 libios en Túnez en 1975 según Anne y Allan Findlay. 
Entre 1970 y 1980, el desarrollo de la migración de los tunecinos en Libia, migración a menudo clandestina, permitió fortalecer las relaciones entre Túnez y Libia, que benefició el contrabando, como muestran Hassen Boubakri y Mustapha Chandoul. A mediados de la década de 1980, había un número estimado de 80.000 emigrados tunecinos en Libia, de los cuales un tercio eran clandestinos. En 1987, la Guardia Nacional de Túnez interpela 1.379 clandestinos tunecinos, a la llegada o al regreso de su estancia en Libia. Ella estima en unos 1.000 el número de clandestinos originarios de Ben Gardane. Otras fuentes, de los propios clandestinos, estiman que eran entre 2.000 y 5.000 pero estas cifras no son contrastables. Una encuesta realizada por Chandoul sobre 120 emigrantes clandestinos muestra que el 63,5 % de las personas interrogadas tiene al menos un miembro de la familia en Libia, el 41 % irregularmente.  Por otro lado, Chandoul cuenta durante su investigación en Libia 568 inmigrantes ilegales la estancia de los cuales en el país es superior a dos meses en el momento de la investigación, para eliminar los "comerciantes contrabandistas", la estancia varía solo de dos semanas a un mes.
En este momento, la frontera sigue siendo una área muy sensible con once posiciones  de seguridad avanzadas (guardia nacional, policía y aduanas). Estas posiciones están separadas por una media de ocho kilómetros y se encuentran principalmente en la zona de la frontera norte, la región central y sur se encuentra bajo el control directo del ejército junto a Túnez.  Es especialmente durante los periodos de relajación de las tensiones políticas que las autoridades tunecinas toleran la inmigración ilegal, mientras que el contrabando todavía se controla oficialmente.

### Frontera «artificial» y recurso en la Corte Internacional de Justicia

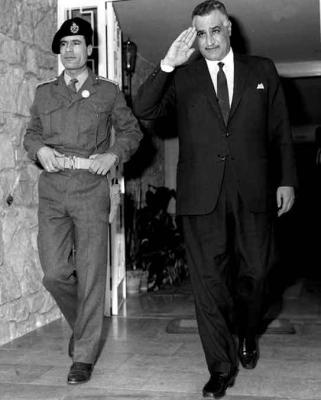
Muamar el Gadafi (derecha) en 1969 junto a Gamal Abdel Nasser, figura del panarabismo.

Durante la década de 1970, la frontera podría haber desaparecido si el proyecto de unión entre Túnez y Libia no hubiera sido abortado. Con la esperanza de reunir Túnez en este proyecto, el dirigente libio Muamar el Gadafi pronunció un famoso discurso sorpresa en Túnez el 15 de diciembre de 1972, en la sala grande del cine Le Palmarium reuniendo más de 2.000 personas, bajo el patrocinio de jóvenes cuadros del Partido Socialista Desturia en el poder y la administración, y declaró : 

A Tunísia, la frontera amb Líbia és artificial, és inventada pel colonialisme.

De 1970 a 1986 se produce un periodo de tensiones políticas entre los dos países, porque, aunque el margen continental no es cuestionado, se produjo un conflicto sobre su extensión después de las prospecciones petroleras mar adentro del golfo de Gabés. Gracias al compromiso logrado por las dos partes el 10 de junio de 1977, el caso pasó a la Corte Internacional de Justicia (CIJ), que dictó su juicio el 24 de febrero de 1982. En la sentencia, dictada por diez votos contra cuatro, rechaza los argumentos de los dos países y propone una línea compuesta constituida de dos segmentos. Los jueces de la CIJ (André Gordo, Shigeru Oda y Jens Evensen) criticaron esta decisión debido al hecho que el método de la equidistancia había sido rechazada sin más justificación para su revisión.  Túnez solicitó la revisión de esta sentencia; una nueva sentencia el 10 de diciembre de 1985 declaró irrelevante esta demanda. Actualmente, no hay nuevos debates entre las partes interesadas sobre el trazado final de la frontera entre Túnez y Libia.

### Relaciones transfronterizas intensas
El 26 de noviembre de 1987, la frontera fue abierta y los visados derogados. La libre circulación de personas a partir de febrero de 1988 (solo se solicita la tarjeta de identificación), hace de la región un importante corredor donde el comercio y la movilidad se están intensificando y diversificando. El final de 1980 es un periodo de cambio político en el Magreb especialmente con la llegada al poder de Zine El Abidine Ben Ali en Túnez, en noviembre de 1987, y la creación de la Unión del Magreb Árabe en 1989.
En 1987, los movimientos son prácticamente nulos, pero se disparan a partir de esta fecha. El 1988 ascendieron a 3,2 millones y el 1989 a 3,9 millones; hecho notable, se producen en ambos sentidos. Desde entonces, los movimientos varían cada año entre 2,7 y 4 millones. El principal paso fronterizo de esta frontera, Raído Ajdir, asumió toda su importancia. Representa el 71,5 % del tráfico terrestre transfronterizo del país, casi tres cuartas partes. Es, pues, el lugar de unos 3,3 millones de movimientos al año. La proporción de tunisians varía de media del 40 al 50 % de personas que pasan por este paso. Entre 1989 y 1996, la proporción es más importante y es de alrededor de 50-60 % debido a la caída del turismo de Libia en Túnez, Libia entonces bajo embargo y dificultades económicas y sociales. Esto explica la caída de los flujos de personas que pasan por Ras Ejder, esta cifra que pasa desde la cumbre de 4,9 millones en 1991 a 2,7 millones en 2002. A partir de 2001 y sobre todo de 2002, el tráfico transfronterizo se retoma por ambos lados; durante este último año, el tráfico de libios es de 2,5 millones y el de tunisians de 2 millones.
Paralelamente a la circulación de personas también se ha desarrollado la libre circulación de mercancías y productos de consumo (a excepción de los aparatos que fluyen por el contrabando), haciendo de la "región transfronteriza Túnez-Libia un inmenso supermercado informal a cielo abierto". En Túnez, son sobre todo las gobernaciones de Tataouine y Medenine las más afectadas por las relaciones humanas y comerciales.

### Situación de «crisis» en 2011

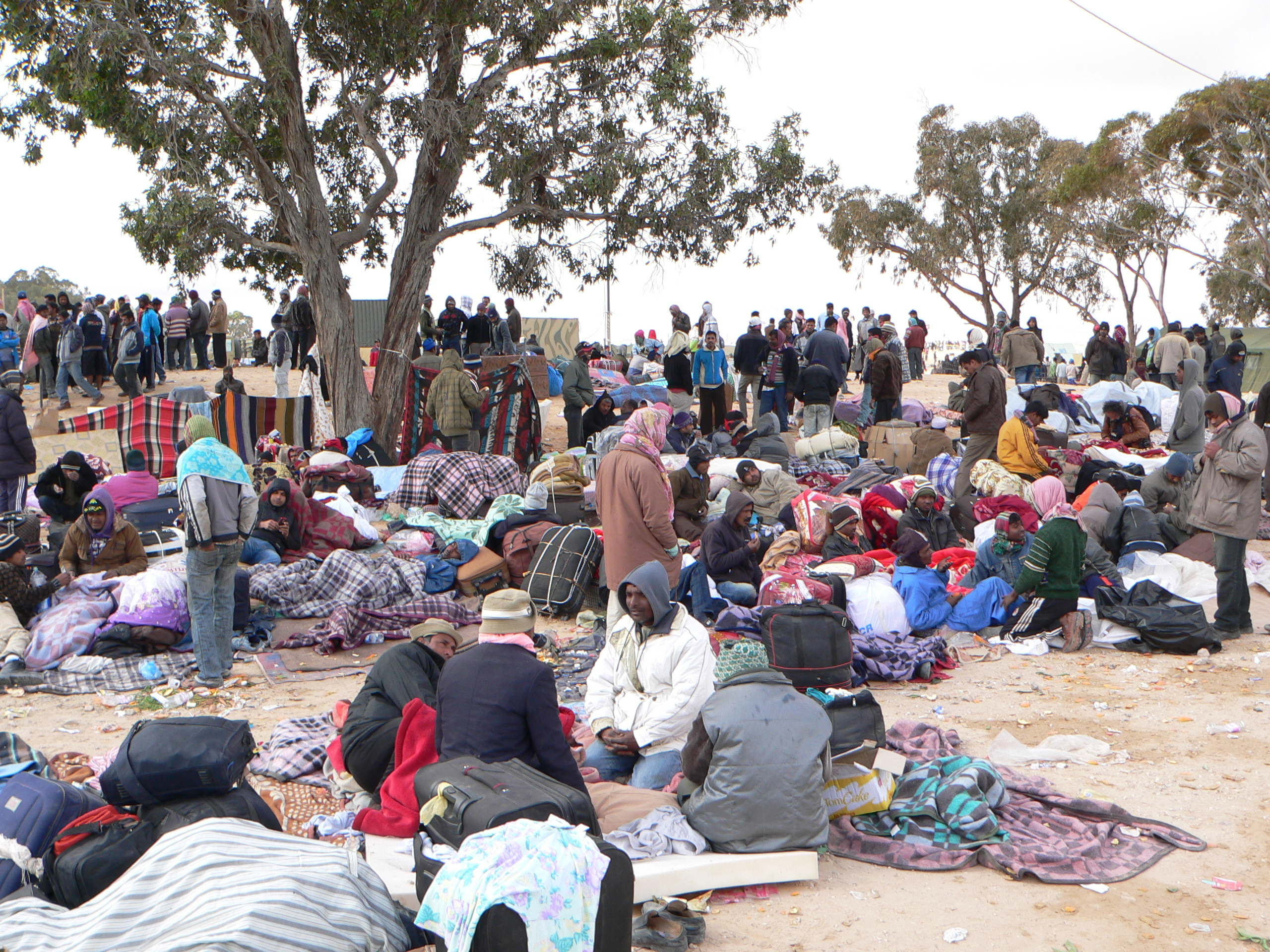
Campo de refugiados de Choucha en el paso de Ras Ejder.

El 24 de febrero de 2011, fue abierto el campo de refugiados de Choucha entre el paso fronterizo de Ras Ejder y la villa de Ben Gardane. 
El 1 de marzo, en pleno periodo de protestas al norte de África y Oriente Medio,  el Alto Comisionado de las Naciones Unidas para los Refugiados estaba alarmado por la situación que describe como una "crisis" en la frontera tunecina-libia. Esta, según las autoridades de Túnez, fue abierto el 20 de febrero para acoger 75.000 personas que huían de Libia en plena revuelta. La Organización Internacional para la Migración habla de "escenas de caos" y continúan las evacuaciones, empezadas el 28 de febrero. Las Naciones Unidas lanzaron un "llamamiento urgente" a la comunidad internacional para evacuar decenas de miles de personas que huyen de Libia.
Italia, que calificó la situación en la frontera de "crítica" envió una misión humanitaria en Túnez para ayudar a 10.000 refugiados huyendo de Libia. Toma nota de la afluencia de "decenas de miles de personas desesperadas, incluidas un gran número de niños". Marruecos envía por avión a Ras Ejder grandes cantidades de medicamentos, veinte médicos especialistas y veinte miembros de profesiones paramédicos para proporcionar asistencia médica de emergencia. El 2 de marzo Francia anunció la movilización de aviones de transporte y un barco de la marina para evacuar "como mínimo 5.000 "civiles egipcios agrupados en la frontera, para ayudar a Túnez.

### Construcción de un muro
A raíz del atentado de Susa y después de decretar el estado de emergencia, el gobierno de Habib Essid anunció que tenía la intención de construir una muralla de 168 kilómetros a lo largo de su frontera con Libia antes de final de año 2015. Este muro iría desde Dehiba hasta Ras Ejder. El objetivo es evitar que los terroristas entren al país.